# ネクロノミコン

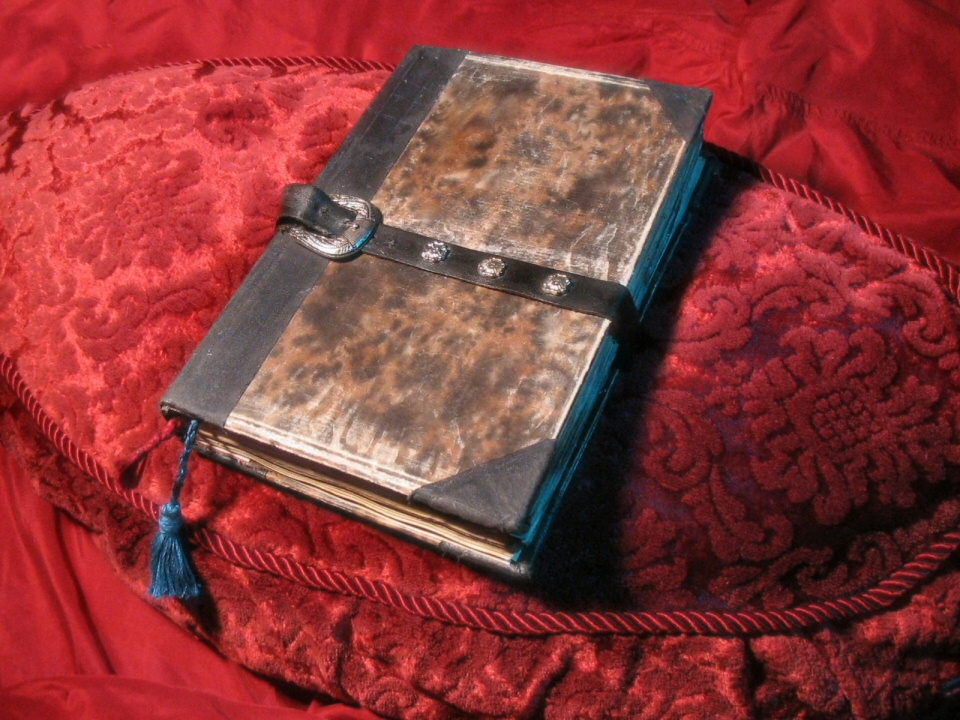
ラヴクラフトのファンによる再現

ネクロノミコン (Necronomicon、邦訳題：死霊秘法) は、怪奇作家ハワード・フィリップス・ラヴクラフトの一連の作品に登場する架空の書物である。ラヴクラフトが創造したクトゥルフ神話の中で重要なアイテムとして登場し、クトゥルフ神話を書き継いだ他の作家たちも自作の中に登場させ、この書物の遍歴を追加している。

## 概要
アラビア人「アブドル・アルハズラット」（アブドゥル・アルハザードや、アブド・アル＝アズラットと記される場合もある）が著わしたとされる架空の魔道書。『チャールズ・ウォードの奇怪な事件』では黒魔術師ジョセフ・カーウィンが（『イスラムの琴』に擬装して）所有した。また、『ダニッチの怪』では、不完全な英語版が異世界からの怪物を召喚させるために用いられ、逆にそれを撃滅するためにも用いられた。
ラヴクラフトがこの魔道書の表題をギリシャ語としつつも起源をアラビアとしたのは、『アルマゲスト』の表題の逸話から着想を得たものであり、ヨーロッパではローマ帝国崩壊後に原書が失われてしまったプトレマイオスによる同書がアラビアに伝わって保存され、発展し、ルネサンス期にアラビア科学として逆輸入された歴史的事実を踏まえたものであると、知人に宛てた手紙の中で説明している。かくして本書は、失われた古代の知識という雰囲気を作り出すための道具立てとなった。
ラヴクラフトが創出した文献としては「ナコト写本」に続く2冊目の本である。作品としては、1922年作品『魔犬』にて初登場し、続いて1923年作品『魔宴』にも用いられた後、多用されるようになる。内容面では、初期は題名が表すように「死者の掟の表象あるいは絵」のような記述が暗示されていたが、次第にラヴクラフトの異次元の邪神にまつわる書物という面が強くなっている。
ロバート・W・チェンバースの創造した架空の呪われた書物「黄衣の王」からアイデアを得たラヴクラフトがネクロノミコンを作った、という俗説があるが、ラヴクラフトの作品にネクロノミコンが初登場したのが1922年、ラヴクラフトがチェンバーズの『黄衣の王』を読んだのが1926年のことなので、ありえない。逆にラヴクラフトは『ネクロノミコンの歴史』にて、ネクロノミコンを読んだチェンバーズが黄衣の王を創造した架空の可能性を示唆している。
ネクロノミコンは架空の書物であり、本来はクトゥルフシリーズの中でのみ語られてきた存在であったが、現代においては魔道書物の代名詞的存在として様々なメディアでその名前を目にすることができる。

## 来歴
ラヴクラフトが作中に記した架空の来歴によれば、狂える詩人アブドル・アルハズラットにより、730年ごろにダマスカスにおいて書かれた「アル・アジフ（Al Azif）」（もしくはキタブ・アル＝アジフ：キタブは本／書の意）が原典であるとされる。「ネクロノミコン」の表題はギリシャ語への翻訳の際に与えられたものとされる。
ミスカトニック大学付属図書館などに収蔵されている（詳細は後述）。禁書指定されており、大変な稀覯書となっている。
原本アル・アジフから写本や翻訳を重ねるうちに劣化欠損が進んでいる。ラヴクラフトの『ダンウィッチの怪』では、手持ちのネクロノミコンに書かれていない分を補うために他のネクロノミコンを閲覧するというストーリーが描写された。

### 名前
実際のアラビア語ではعزيف（ʿazīf, アズィーフ）という名詞があり、「風が吹いた時に鳴る砂の音」「雷鳴・轟き」「弓がぶんとうなる音」を意味する。中世のアラブ人は砂が鳴る・鳴く音や遠雷の不気味な音が（特に夜間に）聞かれるとジン（精霊的存在、人外。西欧における魔物的存在に対応。）が立てた音だと考えたことから、「ジンの声」「ジンの音」という意味も持つ。これに定冠詞をつけたものがالعزيف（al-ʿazīf, アル＝アズィーフ。これの日本語に多い外国語名カタカナ表記がアル＝アジフ、アル・アジフ、アルアジフ。）で、「本」を意味する名詞كتاب（kitāb, キターブ）を属格支配して複合語を作りكتاب العزيف（kitāb al-ʿazīf, キターブ・アル＝アズィーフ。これの日本語に多い外国語名カタカナ表記がキタブ・アル＝アジフなど。）となり架空の書ではあるがアラビア語として意味をなす名称となっている。
ギリシャ語のΝεκρός（Nekros 死体） - νόμος（nomos 掟） - εικών（eikon 表象） の合成語であり、「死者の掟の表象あるいは絵」の意とされる。

### ネクロノミコンの歴史
以下はラヴクラフトが記した資料「ネクロノミコンの歴史」の中で言及されている来歴であり、多くの作品中で事実として踏襲されている架空の歴史である。同資料では年表形式で書かれているが、ここでは版単位に整理して述べる。
- アル・アジフ - アラビア語の原書。730年ごろ、アブドル・アルハズラットがダマスカスで執筆。現存しないとされる。

- フィレタスの10世紀ギリシャ語版ネクロノミコン - 950年にコンスタンティノープルのテオドラス・フィレタス[注 2]が、アル・アジフを「ネクロノミコン」の表題でギリシャ語に翻訳したもの。1050年に総主教ミカエルにより焚書とされ、さらに1232年にはラテン語版と併せて禁書指定されている。
- ウォルミウスの13世紀ラテン語版 - 1228年にオラウス・ウォルミウス[注 3]が、ギリシャ語版をラテン語に翻訳したもの。刊行の4年後、1232年に教皇グレゴリウス9世により、ギリシャ語版と併せて禁書指定されている。
- 15世紀ラテン語版 - 14XX年にドイツで刊行されたゴチック体の版。1冊を大英博物館が収蔵。またアメリカの大富豪が所有するという噂あり。
- 16世紀ギリシャ語版 - 1500-1550年ごろ、イタリアで刊行された版。1冊をアメリカのピックマン家が所有していたが消失。
- ディー博士の16世紀英語版写本 - 1560-1608年ごろ、ジョン・ディー博士が、ラテン語版をもとに英語に翻訳したが、製本されなかった。後に不完全な写本が散逸し、1冊をダニッチのウェイトリー家が所有[9][10]。
- 17世紀ラテン語版 - 1600年ごろ、おそらくスペインで出版された版[注 4][9]。パリ国立図書館、ハーバード大学ワイドナー図書館、ミスカトニック大学付属図書館、ブエノスアイレス大学図書館にある[11][12][4][9][注 5]。

収蔵状況が判明しているのは5冊で、15世紀ラテン語版1冊と、17世紀ラテン語版4冊。だが他にも秘密裏に何冊もが存在している。範囲をラヴクラフト作品以外に広げるとさらに増える。

## 重要な初期作品
ラヴクラフト作品を列挙する。括弧の中は執筆年/発表年。
- 魔犬（1922/1924）、魔宴（1923/1925）、クトゥルフの呼び声（1926/1928）、チャールズ・ウォードの奇怪な事件（1927/没後1941）、末裔（1927/没後1938）、ネクロノミコンの歴史（1927/没後1938）、ダニッチの怪（1928/1929）、銀の鍵の門を越えて（1933/1934）、本（1933/没後1938）

フランク・ベルナップ・ロングの『喰らうものども』（1928）は、非ラヴクラフトによるクトゥルフ神話1号作品であり、冒頭にネクロノミコンディー博士版からの引用文を掲げた。またクラーク・アシュトン・スミスは『妖術師の帰還』（1931）にてネクロノミコンアラビア語版を登場させた。ロバート・E・ハワードは『夜の末裔』（1931）にてネクロノミコンギリシャ語版を読んだ人物を登場させ、また『屋根の上に』（1932）では無名祭祀書初版本をネクロノミコンギリシャ語版並の稀覯書であると言及している。
スミスは魔道書「エイボンの書」を創造し、アルハザードがエイボンの書を読んでいた可能性を示唆した。またハワードは魔道書「無名祭祀書」を創造し、著者フォン・ユンツトがネクロノミコンギリシャ語版を読んでいたことを示唆した。
ネクロノミコンは初期辞典『クトゥルー神話小辞典』『クトゥルー神話の魔道書』でも解説されており、全魔道書中最大の解説量が割り当てられている。

## ネクロノミコンの再現
「ネクロノミコン」を再現しようとする試みはラヴクラフトの存命中からあり、ジェイムズ・ブリッシュがラヴクラフトに提案したこともある。ネクロノミコンは最低でも770ページくらいあり、それほどまでに大部な書物を著すのは自分の手に余るとラヴクラフトは1936年6月3日付の手紙でブリッシュに回答したが、ネクロノミコンと称する本が熱心なラヴクラフトのファン達によって実際に刊行されたことは何度かある。
1946年、ニューヨークで古書店を営んでいたフィリップ・ダシュネスがラテン語版「ネクロノミコン」を販売目録に追加して375ドルの値をつけた。そのことをウィンフィールド・タウンリー・スコットが『プロヴィデンス・ジャーナル』の記事で取り上げたため、ダシュネスは冗談を謝罪している。
1973年には、アウルズウィック・プレスが贋作と明言した上で『アル・アジフ』を出版。これは全ページをアラビア風文字の無意味な羅列で埋め尽くしただけのもので、コレクターズアイテム以上のものではなかった。
1978年、ジョージ・ヘイとコリン・ウィルソンが、16世紀ジョン・ディー版からの翻訳というふれこみで『魔道書ネクロノミコン』を出版。この本には、実在しているジョン・ディーの暗号文書をコンピュータ解析によって解読した「というもの」が載せられている。その内容は「驚くべき事に」、ジョン・ディーの時代より数百年後に描かれたラヴクラフトのクトゥルフ神話の内容と合致している。この解読結果が作者や関係者のネクロノミコンに対する所見や解読に至るまでの経緯などと共に、『ネクロノミコン断章』と銘打たれて収められている。
リン・カーターはジョン・ディー博士に仮託してネクロノミコン英語版からの「抜粋」を大量に執筆しており、それらはカーター没後の1996年にケイオシアムから刊行されたアンソロジーにまとめられており、邦訳もされている。
それまでに出版されたネクロノミコンに不満を感じていたドナルド・タイスンは、2004年に『ネクロノミコン アルハザードの放浪』を出版。ラヴクラフトが作中においてネクロノミコンからの引用として記述した文章を全て盛り込み、より設定に忠実な再現を試みている。
他に『ネクロノミコン』のタイトルを持つ有名な書籍として、スイスのシュールレアリズム画家H・R・ギーガーが1977年に出版した作品集があり、収録作の一つ「ネクロノームIV」に描かれた異形の怪物が後の『エイリアン』のベースとなった。